# Dobble
Dobble est un jeu de société inventé par Denis Blanchot, Jacques Cottereau, Play Factory, Jean-François Andréani, Toussain Benedetti, Guillaume Gille-Naves et Igor Polouchine, dans lequel les joueurs doivent trouver des dessins en commun entre deux cartes.
Le jeu comporte 55 cartes rondes, avec 8 dessins sur chacune pour la version de base et 30 cartes avec 6 dessins pour la version junior. Chaque carte a un unique dessin commun avec n'importe quelle autre carte du paquet. Le but du jeu est de trouver le dessin en commun entre deux cartes données, et de l'annoncer.

## Règles du jeu
5 mini jeux ont été développés par la société Play Factory, chaque règle étant présentée sur une carte.
- Le Puits : Les cartes sont réparties entre tous les joueurs. La dernière est posée face visible au centre de la table. Au top, les joueurs piochent la première carte de leur paquet et doivent trouver le symbole commun entre leur carte et celle du centre. Dès qu'un joueur le trouve, il le nomme et place sa carte sur celle du milieu, puis il pioche une nouvelle carte. Le but du jeu est de se débarrasser de toutes ses cartes le plus vite possible.
- La Tour infernale : les joueurs piochent tous une carte qu'ils posent devant eux face cachée. La pioche posée au centre des joueurs est retournée face visible. Au top, les joueurs retournent leur carte. Dès qu'un joueur trouve le symbole commun entre sa carte et celle du centre, il le nomme, pioche la carte du milieu et la place sur son paquet. Le but du jeu est d'avoir plus de cartes que les autres joueurs à la fin de la manche.
- Le Cadeau empoisonné : même départ que pour la Tour infernale. Au top, les joueurs retournent leur carte. Dès qu'un joueur trouve le symbole commun entre la carte d'un autre joueur et celle du centre, il le nomme, pioche la carte et la place sur le paquet du joueur. Le but du jeu est d'avoir moins de cartes que les autres joueurs.
- Attrapez-les tous : Ce jeu se joue en plusieurs manches. Placez une carte au centre de la table face cachée. On place autour de la carte centrale autant de cartes qu'il y a de joueurs, face visible. Au top, les joueurs retournent la carte centrale, qui est la carte de référence. Dès qu'un joueur trouve un symbole commun entre une carte et la carte de référence, il le nomme et pioche la carte périphérique. (La carte centrale n'est jamais piochée). Dès que toutes les cartes ont été piochées, une nouvelle manche commence. Le but du jeu est d'avoir plus de cartes que les autres joueurs à la fin de toutes les manches.
- La Patate chaude : Ce jeu se joue en plusieurs manches. Chaque joueur pioche une carte et la conserve, face cachée, dans sa main. Au top, les joueurs retournent leur carte, les conservant dans leur main de manière que tous les joueurs puissent voir tous les symboles. Dès qu'un joueur trouve un symbole commun entre sa carte et celle d'un autre joueur, il le nomme et place sa carte (ou son paquet de cartes s'il en a déjà récupéré) dans la main de l'autre joueur. Le joueur qui récupère toutes les cartes perd la manche. Le but du jeu est d'avoir perdu moins de manches que les autres joueurs.

### Duel
Pour départager plusieurs joueurs qui sont à égalité sur un jeu, ils font une manche de Patate chaude. Le premier joueur qui se débarrasse de sa carte l'emporte.

### Précision
La parole prime sur l'action. Un joueur ne peut défausser ou piocher une carte avant d'avoir nommé le symbole. Si les joueurs parlent en même temps, c'est l'action qui prime.

### Fin de partie
Les joueurs peuvent jouer un ou plusieurs jeux ou plusieurs fois le même. Il y a des règles de tournois qui permettent pour chaque jeu de gagner ou de perdre des points. Après avoir joué les 5 jeux, le joueur qui a le plus de points gagne la partie.

## Structure du jeu

### Contraintes sur les cartes et les symboles
Les deux points essentiels pour jouer et pour discuter de la structure du jeu sont :
- Chaque carte porte 8 symboles différents ;
- Il y a toujours un et un seul symbole commun entre deux cartes[1].

Si ces propriétés sont vraies pour un paquet de cartes, elles sont également vérifiées pour tout sous-ensemble du jeu originel. Le fait de perdre des cartes ne change pas fondamentalement la logique du jeu.
Inversement, toutes les cartes possibles ne figurent pas dans le jeu originel : par rapport à la structure combinatoire, il "manque" deux cartes dans le paquet initial.

### Familles de cartes
Si l'on extrait du jeu toutes les cartes comportant un symbole donné, on constate que :
- Il y a généralement huit cartes portant un symbole donné : ce sont les « symboles normaux ».
- Quatorze symboles n'apparaissent que sur sept cartes (par exemple le glaçon, l’oiseau, le point d’interrogation…)
- Un seul symbole n'apparaît que sur six cartes : le « bonhomme de neige ».

Une autre manière d'examiner la structure du jeu est de choisir une carte quelconque (la clef de tri), puis de distribuer le reste du jeu en huit tas, un tas par symbole sur la carte choisie, chaque tas rassemblant toutes les cartes ayant en commun l'un des symboles de la carte initialement choisie. Comme chaque carte du jeu a un symbole et un seul en commun avec la carte initiale, le choix de cette carte initiale détermine une partition des autres cartes en huit sous-ensembles nécessairement disjoints. Quand on réalise ce tri à partir d'une carte quelconque, on tombe sur l'un de ces deux cas :
- En général, six tas comportent sept cartes (les symboles normaux), et deux tas ne comportent que six cartes :
- Ou bien sept tas comportent sept cartes (symboles normaux), le huitième n'en ayant que cinq : le tas du « bonhomme de neige ».

Le total des cartes ainsi triées faisant 7x6 + 6x2 + 1 = 7x7 + 5x1 + 1 = 55, soit le nombre de cartes du jeu commercialisé.
Le manque de symétrie de ces répartitions suggère qu'il serait possible de rajouter deux cartes, de manière que le tri précédent aboutisse toujours à huit tas de sept cartes, pour un total de 57 cartes.

### Nombre de symboles
Si l'on extrait du jeu toutes les huit cartes comportant un certain symbole A, on constate que :
- Chacune de ces cartes n'a en commun avec chacune des sept autres que le symbole A.
- Chaque carte ayant huit symboles, les sept autres ne sont donc présents sur aucune autre carte (sinon il y aurait deux symboles en commun sur une paire de carte, A et l'autre).

On voit donc au total 7 × 8 + 1 = 57 symboles différents dans les huit cartes présentes.
Il ne peut pas y avoir dans le reste du jeu une carte portant un autre symbole Z différent des 57 précédents. En effet, s'il y avait une telle carte :
- Ce symbole Z n'est pas le symbole A en commun sur les huit cartes (puisque l'on a déjà extrait du jeu toutes les cartes contenant A).
- Pour chacune des huit cartes extraites précédemment, il y a un symbole en commun avec la carte portant le symbole Z, et ce symbole est différent pour chacune des huit cartes (parce que les huit cartes n'ont en commun que le symbole A).
- Il faut donc que la carte portant cet hypothétique Z ait par ailleurs huit symboles différents en commun avec les huit cartes de la famille A. Elle aurait donc neuf symboles, ce qui est impossible.

Donc, il y a exactement 57 symboles dans le jeu.
C'est-à-dire :
1.   Zèbre
2.   Pomme 
3.   Bonhomme 
4.   Goutte d’eau
5.   Clown 
6.   Ampoule 
7.   Fromage
8.   Clef
9.   Dauphin
10. Biberon 
11. Cadenas 
12. Araignée
13. Coccinelle 
14. Toile d’araignée
15. Dinosaure
16. Soleil
17. Cœur
18. Sens interdit
19. Cactus
20. Point d’interrogation
21. Lune
22. Flocon 
23. Horloge 
24. Fleur
25. Yin et yang
26. Dobble
27. Fantôme
28. Bouche
29. Chien jaune
30. Crayon
31. Clef de sol
32. Cible
33. Tête de mort
34. Bombe
35. ART / Oiseau
36. Flamme
37. Igloo
38. Chat 
39. Peinture verte
40. Voiture
41. Marteau orange
42. Trèfle à 4 feuille
43. Carotte
44. Lunette de soleil
45. Ciseaux
46. Feuille rouge 
47. Point d’exclamation
48. Dragon
49. Bougie
50. Bonhomme de neige
51. Glaçon 
52. Ancre
53. Arbre
54. Œil violet
55. Petit cheval d’échec
56. Éclair
57. Tortue

### Structure mathématique
La structure sous-jacente au jeu Dobble est celle de la géométrie finie, généralisation de la géométrie euclidienne dans le plan. Les axiomes du plan projectif veulent en effet que :
(P1) Par deux points distincts passe une droite et une seule.
(P2) Deux droites distinctes se coupent en un et un seul point.
(P3) Chaque droite passe par au moins 3 points.
(P4) Il existe au moins 3 points non alignés.
Si le jeu était complet, l'analogie serait parfaite par rapport à la contrainte de construction du jeu Dobble, qui veut que :
Deux cartes quelconques (points) ont toujours exactement un symbole (droite) en commun.
Deux symboles (droites) distincts (non parallèles) se retrouvent sur une seule carte (point d'intersection) et une seule — sauf le cas des « deux cartes manquantes ».
Ou encore, par dualité :
Deux symboles quelconques (points) se retrouvent toujours sur une carte (droite) et une seule — sauf le cas des « deux cartes manquantes ».
Deux cartes (droites) non identiques (non parallèles) ont toujours en commun un symbole (point) et un seul.
De toute évidence, les deux derniers axiomes sont également vérifiés dans un cas comme dans l'autre.
Plus précisément, la structure d'incidence de Dobble est celle du plan projectif construit sur le corps à 7 éléments {\displaystyle {\mathbb {F} }_{7}={\mathbb {Z} }/7{\mathbb {Z} }}, qui possède bien {\displaystyle {\frac {7^{3}-1}{6}}=57} éléments.

### Deux cartes manquantes
Le jeu est fondé sur la structure combinatoire du plan projectif sur le corps à sept éléments, qui comprend normalement 57 « droites » et 57 « points »,,.
Pour correspondre exactement à cette structure, le jeu devrait être complété par deux cartes supplémentaires, de manière que chaque symbole apparaisse sur exactement huit cartes. S'il manque deux cartes, le symbole qu'elles ont en commun est nécessairement celui de la série incomplète à six cartes, celle du « bonhomme de neige ». Le jeu ne comporte en fait que 60 cartes (55 cartes jeu et 5 cartes règles) car, pour des raisons techniques, les coûts d'impression auraient été trop élevés avec 62 cartes .
Les autres symboles des cartes manquantes peuvent être identifiés assez facilement. Partant d'une carte « pivot » où figure le « bonhomme de neige », il suffit de répartir le reste du jeu en huit tas, en fonction du symbole que chaque carte a en commun avec la carte « pivot ». On trouve en fin de classement sept tas de sept cartes, et un tas de cinq (celui du « bonhomme de neige »).
Si l'on prend une carte de l'une de ces séries de sept cartes, il y a sur cette carte :
- Le symbole commun de la série (ici : « cavalier d'échec » ou « goutte d'eau »), qui dans la série du « bonhomme de neige » apparaît sur la carte qui porte également le « cavalier d'échec » et la « goutte d'eau ».
- Un symbole en commun avec chacune des cinq autres cartes de la série du « bonhomme de neige », soit cinq autres symboles.

Il reste donc sur cette carte deux autres symboles, qui ne sont pas présents dans la série du « bonhomme de neige » : ce sont les symboles portés par les deux cartes manquantes de la série du « bonhomme de neige ». Dans la série du « bonhomme de neige », ces deux symboles ne peuvent pas être sur la même carte. Donc, l'un des symboles de la paire est sur une carte, et l'autre sur l'autre.
En examinant en parallèle deux des séries de sept cartes, il est possible de proche en proche de déterminer comment les quatorze symboles manquants se répartissent en deux cartes
Par exemple, sur l'illustration ci-contre :
- Les symboles manquants sur la première carte de la série « goutte d'eau » sont le « chien jaune » et la « marguerite ». Dans les cartes manquantes de la série du « bonhomme de neige », ces deux symboles ne peuvent pas être sur la même carte. Donc le « chien jaune » est sur l'une des cartes manquantes, et la « marguerite » est sur l'autre.
- Dans l'autre série du « cavalier d'échec », sur la carte qui porte le « chien jaune », le symbole manquant est le « bonhomme orange ». Donc, dans les cartes manquantes de la série du « bonhomme de neige », le « bonhomme orange » ne peut pas être sur la même carte que sur le « chien jaune », il est donc sur la même carte que la « marguerite ».

En balayant ainsi les deux séries de sept cartes, on trouve par appariement de proche en proche que les deux cartes manquantes devraient contenir, outre le « bonhomme de neige » :
|            | Chien jaune | Chien jaune | Chien jaune     |                 | Ampoule         | Ampoule | Ampoule   |           | Point d'exclamation | Point d'exclamation | Point d'exclamation |        | Marteau | Marteau | Marteau          |                  | Tête de mort     | Tête de mort | Tête de mort          |                       | Œil                   | Œil | Œil    |        | Coccinelle | Coccinelle | Coccinelle |            |
|            | ∥           |             | ∥               |                 | ∥               |         | ∥         |           | ∥                   |                     | ∥                   |        | ∥       |         | ∥                |                  | ∥                |              | ∥                     |                       | ∥                     |     | ∥      |        | ∥          |            | ∥          |            |
| Marguerite | Marguerite  |             | Bonhomme orange | Bonhomme orange | Bonhomme orange |         | Dinosaure | Dinosaure | Dinosaure           |                     | Cactus              | Cactus | Cactus  |         | Feuille d'érable | Feuille d'érable | Feuille d'érable |              | Point d'interrogation | Point d'interrogation | Point d'interrogation |     | Glaçon | Glaçon | Glaçon     |            | Marguerite | Marguerite |

### Algorithme de génération
Voici un algorithme en langage Python permettant de générer un jeu à partir du nombre de symboles figurant sur chaque carte:
```
nbSymByCard
 
=
 
8

nbCards
 
=
 
(
nbSymByCard
**
2
)
 
-
 
nbSymByCard
 
+
 
1

cards
 
=
 
[]

n
 
=
 
nbSymByCard
 
-
 
1

t
 
=
 
[]

t
.
append
([[(
i
+
1
)
+
(
j
*
n
)
 
for
 
i
 
in
 
range
(
n
)]
 
for
 
j
 
in
 
range
(
n
)])

for
 
ti
 
in
 
range
(
n
-
1
):

  
t
.
append
([[
t
[
0
][((
ti
+
1
)
*
i
)
 
%
 
n
][(
j
+
i
)
 
%
 
n
]
 
for
 
i
 
in
 
range
(
n
)]
 
for
 
j
 
in
 
range
(
n
)])

t
.
append
([[
t
[
0
][
i
][
j
]
 
for
 
i
 
in
 
range
(
n
)]
 
for
 
j
 
in
 
range
(
n
)])

for
 
i
 
in
 
range
(
n
):

  
t
[
0
][
i
]
.
append
(
nbCards
 
-
 
n
)

  
t
[
n
][
i
]
.
append
(
nbCards
 
-
 
n
 
+
 
1
)

  
for
 
ti
 
in
 
range
(
n
-
1
):

    
t
[
ti
+
1
][
i
]
.
append
(
nbCards
 
-
 
n
 
+
 
1
 
+
 
ti
 
+
 
1
)

t
.
append
([[(
i
+
(
nbCards
-
n
))
 
for
 
i
 
in
 
range
(
nbSymByCard
)]])

for
 
ti
 
in
 
t
:

  
cards
 
=
 
cards
 
+
 
ti

print
 
(
cards
)

```

Cet algorithme donne un jeu conforme à la contrainte de construction du Dobble pour les nombres de symboles par carte égaux à la suite des nombres premiers + 1, c'est-à-dire : 2,3,4,6,8,12,14,18...
En voici un autre, plus court, basé sur qui numérote les symboles à partir de 0 au lieu de 1.
```
nbSymByCard
=
8

n
=
nbSymByCard
-
1

cards
=
[[
i
+
n
**
2
 
for
 
i
 
in
 
range
(
n
+
1
)]]
 
+
 
[[(
o
+
i
*
n
)
 
for
 
i
 
in
 
range
(
n
)]
+
[
n
+
n
**
2
]
 
for
 
o
 
in
 
range
(
n
)
 
]
 
+
 
[[(
o
*
n
+
i
*
(
p
*
n
+
1
))
%
(
n
**
2
)
 
for
 
i
 
in
 
range
(
n
)]
+
[
p
+
n
**
2
]
 
for
 
p
 
in
 
range
(
n
)
 
for
 
o
 
in
 
range
(
n
)]

print
 
(
cards
)

```

i est un indice permettant de parcourir les symboles de la carte correspondant à la pente p et à l'origine o ou o*n. La liste de cartes est une concaténation de 3 listes de cartes: 
1. celle de la droite contenant les points sur la ligne d'horizon.
2. celle des droites verticales
3. celle de toutes les autres droites (de pente p≥0).

Dans les deux dernières listes, le dernier terme correspond au point à l'horizon.

## En ligne
Le jeu est disponible sur Android, sur iPhone depuis juin 2011, sur Facebook depuis septembre 2011 et sur iPad depuis décembre 2012 (Dobble HD). Il est également disponible depuis décembre 2021 sur la plateforme Board Game Arena.

## Intérêt pédagogique
Le Dobble peut être utilisé dans l'enseignement des mathématiques afin de vulgariser la notion de plan projectif,,,,.